# Ismail Gasprinski
 (juin 2012).
Si vous disposez d'ouvrages ou d'articles de référence ou si vous connaissez des sites web de qualité traitant du thème abordé ici, merci de compléter l'article en donnant les références utiles à sa vérifiabilité et en les liant à la section « Notes et références ».
Ismail Gasprinski ou Ismail Gaspirali (en russe : Исмаил Гаспринский), né le 8 mars 1851 à Gaspra et mort le 11 septembre 1914, est un intellectuel, homme politique et éditeur tatar de Crimée, citoyen de l'Empire russe.
Il fait ses études en Russie, en Turquie et en France.
Il est l'un des premiers intellectuels musulmans de l'Empire russe à proclamer la nécessité d'une réforme de l'éducation et de la culture, et la modernisation des communautés turques et musulmanes. Dans cet objectif, il conçoit une nouvelle méthode pour apprendre aux enfants à lire dans leur langue maternelle, introduisant le turc en même temps que l'arabe dans le programme scolaire, et fonde les journaux Terciman et Alem-i Nisvan.

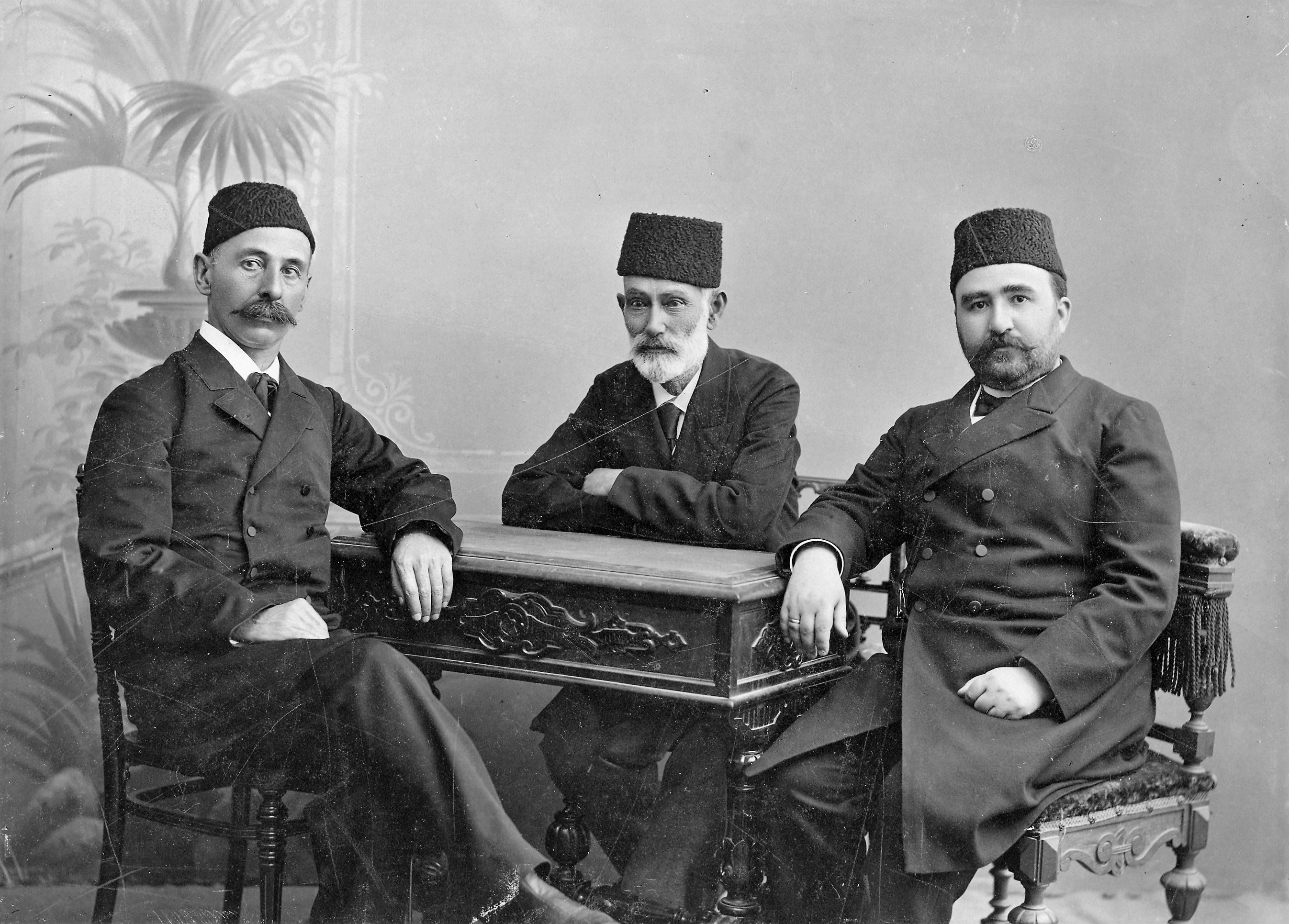
Avec Alimerdan Bey Toptchoubachov et Hasan bey Zardabi en 1894 à Bakou.

Il mène ses premières expériences en 1884 dans une école de la ville tartare de Bahçesaray. Le système est ensuite adopté par d'autres écoles tatares et non tatares.
Son nom de famille vient de la ville de Gaspra en Crimée. Il épouse Zühre Akçura, une journaliste, et leurs enfants Ryfat Gasprinskyi et Chefika Gasprinskyi deviendront eux aussi journalistes.
Ismail Gasprinski est notamment un des intellectuels qui sont à l'origine du jadidisme, un courant de l’islam moderniste au XIXe siècle.

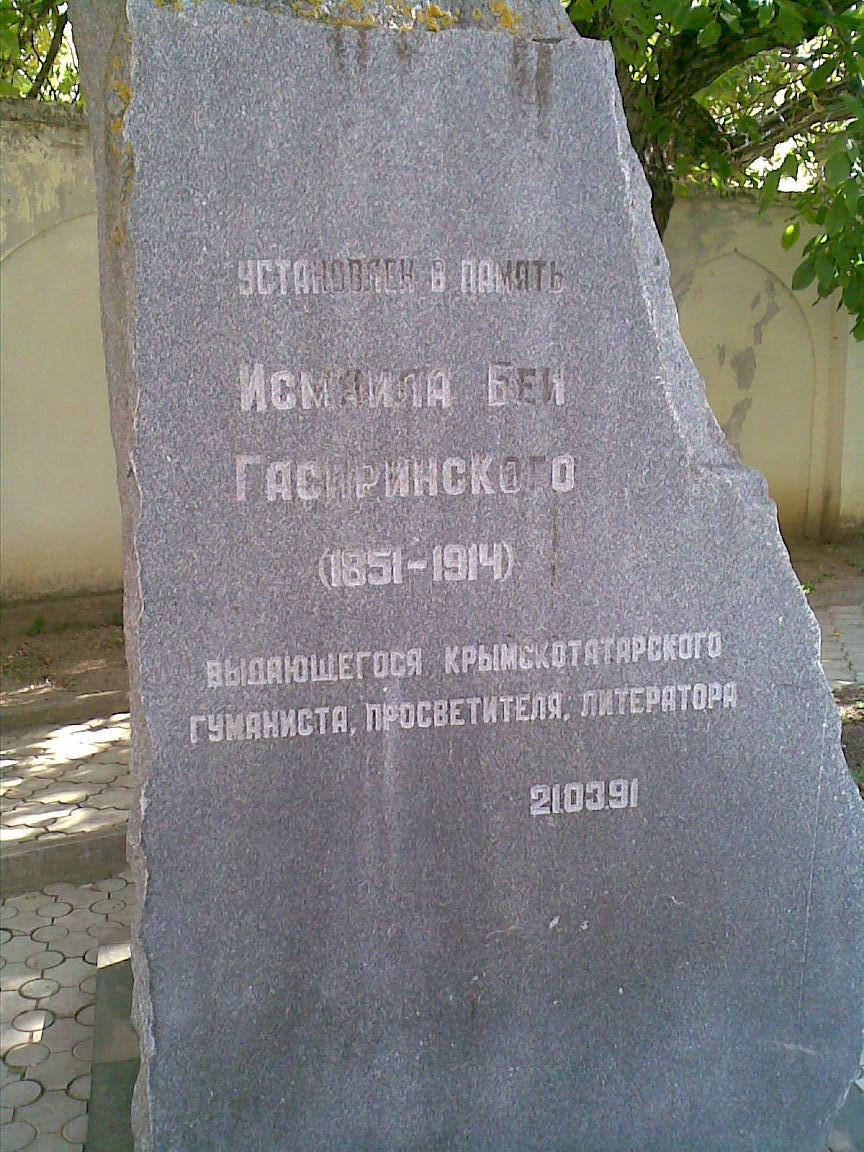
Stèle en son hommage à la madrassa de Zincirli.

Il fut maire de Bahçesaray. Il décède le 11 septembre 1914.